# Drosophila assita
Drosophila assita är en tvåvingeart som beskrevs av Elmo Hardy och Kenneth Y. Kaneshiro 1969. Drosophila assita ingår i släktet Drosophila och familjen daggflugor.
Artens utbredningsområde är Hawaii.